# 清水パーキングエリア
清水パーキングエリア（しみずパーキングエリア）は、静岡県静岡市清水区にある新東名高速道路のパーキングエリアで、コンセプトは「くるまライフ、コミュニティーパーク」である。

## 道路
- E1A 新東名高速道路

## 歴史
- 2011年（平成23年）8月26日 : 正式名称が清水PAに決定。
- 2012年（平成24年）4月14日 : 御殿場JCT - 三ヶ日JCT間開通に伴い供用開始。

## 施設
施設は駐車場を除き、東京方面・名古屋方面とも共通。また、NEOPASAのブランド名が使用される。

### 上下線共通
- トイレ
  - 男性 大 14、小 32
  - 女性 72
  - 身障者用 4
- フードコート[2]
  - 伝説のすた丼屋（24時間）

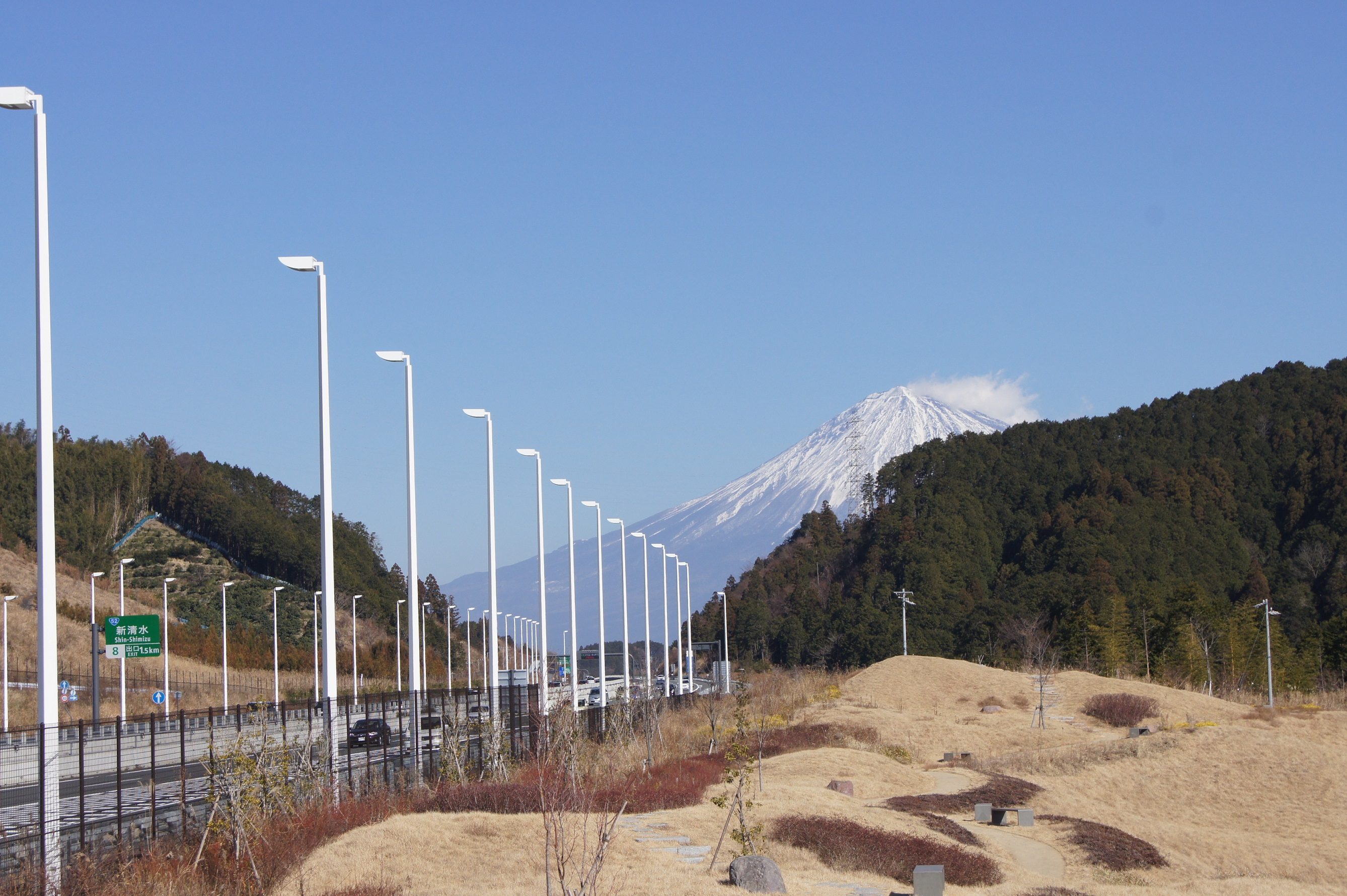
富士山 展望台

  - 大かまど飯 寅福 清水食堂（9:00 - 21:00）
  - そば・うどん 郷乃（9:00 - 21:00）
  - 海鮮 駿河（9:00 - 21:00）
  - 天神屋（9:00 - 21:00）
  - 横浜家系ラーメン 魂心家（9:00 - 21:00）
  - ペッパーランチ（9:00 - 21:00）
- カフェ[2]
  - KUSHITANI CAFE（平日 9:00 - 18:00、土日祝日 7:00 - 19:00）
- 衣服・服飾雑貨[2]
  - KUSHITANI PERFORMANCE STORE（平日 10:00 - 19:00、土日祝日 9:00 - 19:00）
  - グラニフ（9:00 - 21:00）
  - 31BRIGHT（平日 10:00 - 19:00、土日祝日 9:00 - 21:00）
  - 倭物やカヤ（9:00 - 21:00）
- おみやげ[2]
  - 東海道 駿河楽市（9:00 - 21:00）
  - 清水しぞ〜か物産展（9:00 - 21:00）
- 食品[2]
  - ミチドンキ（9:00 - 21:00）
- コンビニエンスストア[2]
  - ミニストップ（24時間）
- エリア・コンシェルジュ（平日 9:00 - 18:00、土日祝日 8:00 - 18:00）[3]
- ハイウェイ情報ターミナル[3]
- ぷらっとパーク（駐車場 小型車 63台、身障者用2台・24時間）[3]
- 自動販売機[3]
- ベビーコーナー[3]
- 車（光岡自動車提供）・バイク（クシタニ提供）の展示・販売
- 展望台 - 富士山や三保の松原方面を見ることができる。
- 郵便ポスト（清水郵便局）[3]
- EV急速充電スタンド（24時間）[3]

### 上り線（東京方面）
- 駐車場
  - 大型 173台
  - 小型 128台
  - 身障者用
    - 大型 1台
    - 小型 2台

### 下り線（名古屋方面）
- 駐車場
  - 大型 208台
  - 小型 116台
  - 身障者用
    - 大型 1台
    - 小型 2台

## 姉妹サービスエリア
| 締結時間      | 位置                          | 締結サービスエリア                   |
| ------------- | ----------------------------- | ------------------------------------ |
| 2020年1月18日 | 中華民国（台湾） 台中市清水区 | フォルモサ高速公路清水サービスエリア |

## 隣
E1A 新東名高速道路
(8)新清水IC - 清水PA - (9)新清水JCT - (10)新静岡IC